# Labatt Brewing Company
Labatt Brewing Company Ltd. (del francés: Brasseries Labatt du Canada Ltée) es una empresa productora de cerveza canadiense fundada por John Kinder Labatt en 1847 en Londres, Ontario. En 1995, fue comprada por la cervecera belga Interbrew; ahora forma parte de Anheuser-Busch InBev. Labatt es la cervecería más grande de Canadá.
En los Estados Unidos, las cervezas de marca Labatt se venden bajo licencia de Labatt USA, que desde 2009 ha sido totalmente independiente de la empresa canadiense y subsidiaria de la empresa privada North American Breweries de Rochester, New York.

## Historia
En 1847, John Labatt Kinder en colaboración con Samuel Eccles, compra la cervecería London's Simcoe Street Brewery la más antigua de Londres, Ontario. Su nombre se cambió posteriormente a Cervecería John Labatt. Haciéndose socio del Great Western Railway, aprovechó la oportunidad para ampliar su negocio. En 1878, Labatt movió un centro de distribución en Montreal. En este momento, la Cervecería John Labatt produciría alrededor de 1000 botellas por año.
En 1915, la prohibición se inició en Canadá cuando las bares públicos fueron prohibidos en Saskatchewan. Un año más tarde, la prohibición también fue instituida en Ontario, afectando a las 64 cervecerías en la provincia. Aunque algunas provincias prohibieron totalmente la producción de alcohol, algunas permitieron su producción para exportación a los Estados Unidos. Labatt sobrevivió al producir totalmente su cerveza para exportación al sur de la frontera e introduciendo dos cervezas ale "antialcohólicas", con menos de dos por ciento de alcohol para su venta en Ontario. Sin embargo, la industria de cerveza canadiense sufrió un segundo golpe cuando la prohibición se inició en los EE. UU. en 1919. Cuando la prohibición fue derogada en Ontario en 1926, sólo 15 cervecerías se mantuvieron y sólo Labatt conservó su administración original. Esto dio lugar a un fortalecimiento de su posición en la industria. En 1945 Labatt se convirtió en una compañía que cotiza en bolsa con una emisión de 9000 acciones.
John y Hugh Labatt, nietos del fundador John K. Labatt, lanzaron en 1950 Labatt 50 para conmemorar los 50 años de sociedad. La primera cerveza ligera introducida en Canadá, Labatt 50 fue la cerveza mejor vendida de Canadá hasta 1979.
En 1951, Labatt lanzó su Pilsener Lager; cuando fue introducido en Manitoba, la cerveza fue apodada «Blue» por el color de la etiqueta y el apoyo al equipo de la Canadian Football League (CFL) de la ciudad de Winnipeg, los Winnipeg Blue Bombers. El apodo se quedó y en 1979 Labatt Blue reivindicó el primer lugar en el mercado de la cerveza canadiense. Este estatus se perdió a finales de los años ochenta frente a la Molson Canadian, pero en la próxima década, el primer puesto fluctuaba periódicamente dependiendo las preferencias del consumidor. En 2004, Budweiser tomó el primer lugar, empujando a Blue a tercera posición por primera vez en veinticinco años. Sin embargo, desde que Labatt empezó a elaborar bajo licencia Budweiser (y otros productos de Anheuser-Busch) en Canadá desde la década de los ochenta, Labatt probablemente no sufría por estos cambios de posiciones.
Labatt abre en 1954, la primera cervecería en LaSalle, Quebec. En ese momento, tres grandes cervecerías compartían el mercado en esta provincia: Molson, O'Keefe y Labatt.
Hasta 1974, Labatt compró varias cervecerías como fueron la Lucky Lager Brewery de Columbia Británica, la Lucky Lager Brewery Company de San Francisco, la Bavarian Brewering Limited de San Juan de Terranova, Öland & Sons Limited de Halifax, Nueva Escocia y la Columbia Brewery de Creston, Columbia Británica.
En 1989, Labatt adquiere Birra Moretti y Pinza Brau, convirtiéndose en la tercera cervecería en importancia en Italia.
Las innovaciones de Labatt incluyen la introducción de la primera tapa twist-off en una botella rellenable en 1984. En 1989, Labatt tuvo la oportunidad de contratar a la modelo canadiense Pamela Anderson como la Chica de la Zona Blue después de que ella fue escogida de entre la multitud por una cámara de televisión en un partido de fútbol de los BC Lions. El fotógrafo y novio de ella, Dann Ilicic, produjo el póster Chica de la Zona Blue por su cuenta después de Labatt se negó a tener nada que ver con eso. Más tarde, Labatt compró 1000 carteles para hacer frente a la demanda de los consumidores.
En 1995, Labatt fue adquirida por la gran multinacional belga Interbrew, el líder mundial en ventas de cervezas.
Labatt es copropietario de The Beer Store, cadena de tiendas minorista, la cual está protegida por la legislación al tener más del 90% del mercado de ventas de cerveza en Ontario.
A principios de 2007, Labatt adquirió la Lakeport Brewing Company de Hamilton, Ontario.
En 2009, la compañía vendió Labatt EE. UU., incluyendo los derechos de sus productos básicos (tales como Blue, Blue Light, and Labatt 50) a North American Breweries, y acordó elaborar esas marcas en nombre de Labatt EE. UU. hasta 2012. Esta venta fue ordenada por el Departamento de Justicia de los Estados Unidos por razones de competencia tras la fusión de InBev y Anheuser-Busch, ya que Budweiser y Labatt Blue estaban entre las mejores marcas en el estado de Nueva York, a pesar de que este, tiene menos del 1% del mercado en los EE. UU.
La venta no incluía los derechos en Estados Unidos de los productos Labatt que no llevan la etiqueta "Labatt", como Kokanee o Alexander Keith, que ahora se distribuye en los EE. UU. por Anheuser-Busch. Además, el subyacente de la propiedad intelectual (como las marcas Labatt) es propiedad de la empresa canadiense. Por último, la venta no afecta a las operaciones canadienses de Labatt en forma alguna, Anheuser-Busch InBev mantiene el control total de la cartera de marcas de Labatt en Canadá.

### Joint venture
En 1994 Labatt Brewing Company adquiere de FEMSA un 22% de la Cervecería Cuauhtémoc Moctezuma, para iniciar juntas una sociedad que les permitiera comercialiar sus productos en los países de Norteamérica. Posteriormente Labatt adquiriría un 8% adicional.
La alianza de Interbrew y AmBev (socio comercial de Grupo Modelo), provoca que FEMSA re-compre el 30% de la Cervecería Cuauhtémoc-Moctezuma en 2004.

## Operaciones
Canada
- London, Ontario
- St. John's, Terranova y Labrador
- Montreal, Quebec
- Halifax, Nueva Escocia
- Creston, Columbia Británica
- Edmonton, Alberta

United States
- Buffalo, New York (Sede Original y actual en Estados Unidos)
- Norwalk, Connecticut (Sede momentánea en Estados Unidos)

La sede de Labatt en Estados Unidos fue establecida originalmente en Buffalo, New York por algunos años, posteriormente se decide mudarla a Norwalk, Connecticut por un tiempo. En 2007 Labatt decidió moverla de regreso a Buffalo debido a las fuertes ventas en la ciudad y la cercanía a sus operaciones de Ontario.
La cervecería Labatt en Toronto dejó de funcionar en 2006 y fue demolida en 2007, poniendo así fin a los lazos de la cervezara con la ciudad.

## Marcas
Labatt 50 es una Blonde ale de 5% ABV lanzada en 1950 para conmemorar los 50 años de colaboración entre los nietos del fundador de la cervecera. La primera cerveza rubia se introdujo en Canadá, Labatt 50 fue la más vendida en Canadá hasta 1979 cuando, con la creciente popularidad de las cervezas lager, que fue superada por Labatt Blue. Labatt 50 se fermenta con una levadura especial tipo ale que se utiliza en Labatt desde 1933.
Labatt Blue es una cerveza pale lager de 5% ABV. La presentación en botella es de 11,5 oz en los Estados Unidos, mientras que el estándar en Canadá es una presentación en lata de 355 ml también en otras presentaciones disponibles para determinadas regiones del país.
Desde que Labatt Blue se convirtió en la cerveza mejor vendida de Canadá, la marca insignia de la compañía ha participado en diversas competencias de cerveza obteniendo buenos resultados. En 2003, Labatt Blue recibió el Diploma de calidad de oro en las Selecciones Mundiales de Calidad, organizadas anualmente por la Monde Selection.

## Actividades corporativas
Labatt ha patrocinado la construcción de muchos edificios en Londres, incluyendo el Labatt park, el John Labatt Centre y el Centro de Artes Visuales John Labatt en la Universidad de Western Ontario (UWO). El hijo de Bessie Labatt, Arthur Labatt fue el rector 19 de la UWO (2004-2008). En 1998 Labatt anunció un acuerdo de patrocinio de 20 años con el desaparecido equipo los Expos de Montreal (hoy Nacionales de Washington), que incluía los derechos del nombre de un estadio de béisbol, en el centro de Montreal, que nunca se construyó. De 1992 a 1997 patrocinaron al equipo de fútbo inglés Nottingham Forest FC. También es la cerveza oficial y patrocinador corporativo de Plymouth Whalers una franquicia de hockey en la Ontario Hockey League. En la década de 1950, la compañía patrocinó un torneo de golf PGA Tour, el Abierto de Labatt. Labatt fue uno de los patrocinadores del equipo de carreras Williams F1 Team a principios de 1990. También patrocinó al piloto Gilles Villeneuve desde 1977 hasta su trágico accidente de 1982.
Labatt era también el dueño mayoritario de los Azulejos de Toronto, desde su inicio en 1976 hasta 1995, cuando Interbrew adquirió Labatt.
En 1983-1986, Labatt patrocinó a Ken Westerfield, campeón canadiense de Frisbee y plusmarquista mundial, para realizar demostraciones de Frisbee en todo Ontario, así como patrocinar el Campeonato World Guts (Frisbee) de las Islas de Toronto en 1986.
Labatt es socio de los Buffalo Bills, así como de los equipos Buffalo Sabres, Carolina Hurricanes, Columbus Blue Jackets, New York Islanders y Pittsburgh Penguins de la NHL.
En mayo de 2009, Labatt dio su apoyo al séptimo equipo de NHL en Canadá, que fue comprado por Jim Balsillie.

## Comercialización
Labatt Blue se vende en todas las provincias de Canadá (la mayor parte de los Estados Unidos vende Labatt con ventas particularmente fuertes en el medio oeste y el noreste a lo largo de la frontera con Canadá), aunque en Quebec se vende bajo el nombre de Labatt Bleue, con un logotipo ligeramente diferente. Aparte del nombre, contiene 4,9% ABV en lugar del 5,0%, la hoja de arce roja en el logo también se ha cambiado a una flor de lis roja.

## Galería

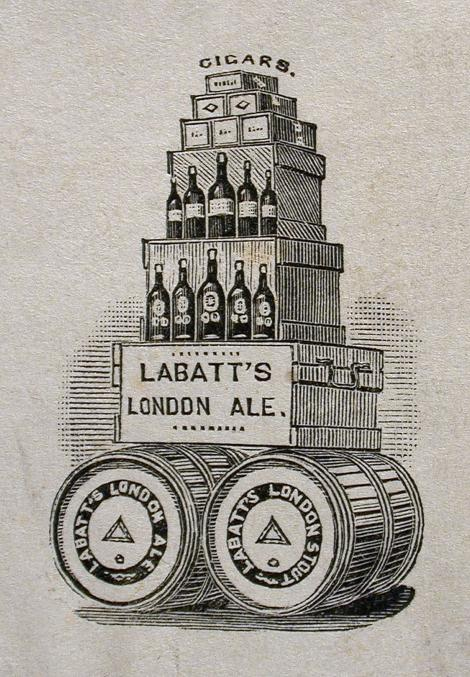
Antigua publicidad de Labatt

### Multimedia
- CBC Archives CBC Radio reportaje sobre la adquisición de Labatt por Interbrew (de 1995).